# سونیا سن
سونیا سُن (انگلیسی: Sonja Sohn؛ زادهٔ ۹ مهٔ ۱۹۶۴) یک هنرپیشه، فیلم‌نامه‌نویس و شاعر اهل ایالات متحده آمریکا است. وی از سال ۱۹۹۶ میلادی تاکنون مشغول فعالیت بوده‌است.

## گزیده فیلمشناسی
از فیلم‌ها یا برنامه‌های تلویزیونی که وی در آن نقش داشته‌است می‌توان به آثار زیر اشاره کرد.
- اسلم (فیلم) (۱۹۹۸)
- احیای مردگان (۱۹۹۹)
- شفت (۲۰۰۰)
- عطر (فیلم ۲۰۰۱) (۲۰۰۱)
- وایر (۲۰۰۲–۰۸)
- همسر خوب (۲۰۱۰–۱۳)
- مهره سوخته (۲۰۱۲)
- قانون و نظم: واحد قربانیان ویژه (۲۰۱۳)
- اصیل‌ها (۲۰۱۴–۱۵)
- هفته پیش امشب با جان اولیور (۲۰۱۵)
- لوک کیج (مجموعه تلویزیونی) (۲۰۱۶)
- جورج فورمن بزرگ (۲۰۲۳)
- موج‌شکن (۲۰۲۳)